# Masters de París 1996
El Masters de París 1996 fue un torneo de tenis jugado sobre moqueta. Fue la edición número 25 de este torneo. Se celebró entre el 28 de octubre y el 3 de noviembre de 1996. 

## Campeones

### Individuales masculinos
Thomas Enqvist vence a  Yevgeny Kafelnikov 6–2, 6–4, 7–5.

### Dobles masculinos
Jacco Eltingh /  Paul Haarhuis vencen a  Yevgeny Kafelnikov /  Daniel Vacek, 6–4, 4–6, 7–6.
| Predecesor: París 1995 | Masters de París 1996 | Sucesor: París 1997 |